# Етулия (железнодорожная станция)
Етулия (рум. Etulia) — железнодорожная станция в Молдавии, в составе автономного территориального образования Гагаузия.